# Nico and the Red Shoes
Pour les articles homonymes, voir The Red Shoes.
Nico and the Red Shoes, stylisé Nico & The Red Shoes, est un groupe camerounais d'electropop.

## Biographie
Originaire du Cameroun, Nico voyage partout dans le monde : Buéa et Douala (Cameroun), Rome (Italie), Kansas City et Washington D.C. (États-Unis), Eskilstuna (Suède), Londres (Royaume-Uni), pour finalement s'installer à Paris. Elle forme en 2013 son groupe imaginaire, Nico and the Red Shoes, à l'occasion d'un concert à Bruxelles. Le nom vient de sa passion pour la danse et est un clin d'œil au film britannique de 1948, Les Chaussons rouges,. Elle se fait repérer dès son premier concert par Wagram Music et se fait rapidement connaître pour ses titres Shame et Paper Bag. Elle est alors accompagnée sur scène par Olivier Cavaillé à la guitare basse et Gaël Étienne au synthétiseur,,.
Quelques semaines avant ses concerts aux Rencontres Trans Musicales de Rennes, elle sort son premier EP le 20 novembre 2015, grâce à un appel aux dons en ligne. Les titres qui constituent l'EP ont été composés depuis fin 2013. Par la suite, elle prend plaisir à monter sur scène pour pouvoir danser, chanter et être en interaction avec le public.
En novembre 2015, Nico and the Red Shoes réalise la première partie des concerts du duo français, AaRON, Oscar and the Wolf.

## Style et influences
Même si elle ne s'identifie à aucun style, Nico crée son propre style de musique à partir de la new wave, de l'electropop et de la house. Nico qualifie elle-même sa musique comme étant « intrigante, vivante… froide et chaude à la fois, mais pas tiède ».
Pour ses morceaux, Nico s'est inspirée de la musique camerounaise pour ses « lignes de basse ultra sensuelles », comme dans le makossa et le bikutsi, et plus particulièrement du groupe de funk des années 1980, Les Têtes brûlées, pour les bases rythmiques. Le Cameroun est aussi un pays multiculturel où elle pouvait écouter Dolly Parton, Francis Bebey et Serge Gainsbourg à la radio, qui ont influencé sa musique.
En 2015, le magazine spécialisé Les Inrockuptibles compare Nico à Christine and the Queens. Le Huffington Post la qualifie comme étant la « danseuse étoile du dance floor ».

## Discographie

### Singles
- 2020: Shame Remix
- 2022 : Take Me By The Hand
- 2023 :  Paper Bag
- 2023 : Mathilda (Radio Edit)
- 2023 : Mathilda (Long Version)

### Collaborations
- 2015 : Il filo (feat. Cassandra Raffaele)